# Kasper Degn
Kasper Degn (* 25. Februar 1982 in Herning) ist ein dänischer Eishockeystürmer, der seit Dezember 2015 erneut bei Herning Blue Fox in der AL-Bank Ligaen unter Vertrag stand. Sein Bruder Lasse ist ebenfalls ein professioneller Eishockeyspieler. 

## Karriere
Kasper Degn begann seine Karriere als Eishockeyspieler in seiner Heimatstadt in der Nachwuchsabteilung der Herning Blue Fox, für die er von 1998 bis 2004 in der dänischen AL-Bank Ligaen aktiv war. Mit seiner Mannschaft gewann er 2001 und 2003 jeweils den dänischen Meistertitel. In der Saison 2003/04 wurde er Topscorer und bester Vorlagengeber der AL-Bank Ligaen und wies zudem die beste Plus/Minus-Bilanz aller Spieler auf. Nach der erfolgreichen Zeit in Herning wechselte er zu den Nordsjælland Cobras, mit denen er 2005 dänischer Pokalsieger wurde. Ein Jahr später wurde er zum besten Dänen der AL-Bank Ligaen ernannt. 
Von 2008 bis 2010 stand Degn in der 2. Bundesliga bei den Bietigheim Steelers unter Vertrag. Mit den Steelers gewann er in der Saison 2008/09 die Zweitligameisterschaft. Im August 2010 kehrte der Nationalspieler in seine dänische Heimat zurück und unterschrieb einen Vertrag bei AaB Ishockey in der AL-Bank Ligaen. Nach vier Spielzeiten in Aalborg wurde sein Vertrag im Anschluss an die Saison 2013/14 nicht verlängert. Nachdem Degn zu Beginn der folgenden Spielzeit kurze Zeit ohne Verein blieb, heuerte er im Dezember 2014 erneut bei seinem Heimatverein Herning Blue Fox an und gewann dort am Ende der Saison die Meisterschaft. Nachdem der Däne seine Karriere im April 2015 ursprünglich beendet hatte, gab er im Dezember 2015 sein Comeback für die Blue Fox bekannt. 

### International
Für Dänemark nahm Degn im Juniorenbereich an den U18-Junioren-B-Weltmeisterschaften 1999 und 2000, den U20-Junioren-C-Weltmeisterschaften 2001 und 2002 sowie den U20-Junioren-B-Weltmeisterschaften 1999 und 2000 teil. Im Seniorenbereich nahm Degn für Dänemark an der B-Weltmeisterschaft 2002 sowie den A-Weltmeisterschaften 2004, 2005, 2006, 2008, 2009, 2010 und 2011 teil. Zudem stand er im Aufgebot seines Landes bei den Qualifikationsturnieren für die Olympischen Winterspiele 2006 und 2010.
Zu größerer Bekanntheit in Deutschland gelangte Degn, als er bei der Weltmeisterschaft 2005 im entscheidenden Spiel der Abstiegsrunde den 3:2-Siegtreffer seiner Mannschaft gegen die deutsche Nationalmannschaft erzielte und diese daraufhin in die Division I abstieg, während Dänemark in der Top-Division blieb.

## Erfolge und Auszeichnungen
| - 2001 Dänischer Meister mit den Herning Blue Fox - 2002 Rookie des Jahres der AL-Bank Ligaen - 2003 Dänischer Meister mit den Herning Blue Fox - 2004 Topscorer der AL-Bank Ligaen - 2004 Bester Vorlangeber der AL-Bank Ligaen | - 2004 Beste Plus/Minus-Bilanz der AL-Bank Ligaen - 2005 Dänischer Pokalsieger mit den Nordsjælland Cobras - 2006 Bester dänischer Spieler der AL-Bank Ligaen - 2009 Meister der 2. Eishockey-Bundesliga mit den Bietigheim Steelers - 2015 Dänischer Meister mit den Herning Blue Fox |

### International
- 2002 Aufstieg in die Top-Division bei der Weltmeisterschaft der Division I

## 2. Bundesliga-Statistik
(Stand: Ende der Saison 2011/12)